# شهرستان لریک
لِریک 
(به تالشی: Lik rəyon) (به ترکی آذربایجانی: Lerik rayonu) یکی از شهرستان‌های کوهستانی جمهوری آذربایجان است که در در شمال غربی گردنه حیران واقع شده است. این شهر مردمانی با طولانی ترین عمر در جهان دارد که به تالشی تکلم می‌کنند. این شهرستان ۱۰۸۳ کیلومتر مربع وسعت دارد و در سال ۱۹۳۰ تشکیل شده است. مرکز این شهرستان، شهر لریک است که در سال ۲۰۰۸ میلادی از روستا به شهر تبدیل شده است.
. این شهرستان بخشی از استان لنکران را تشکیل می‌دهد و دشت‌های آن در جلگه پست لنکران جای دارند.

## مردم
بیشتر مردم شهرستان لریک مسلمان و شیعه هستند و به زبان تالشی قدیم تکلم دارند.
لریک یکی از شهرهایی است که بیشتر آن را با افراد کهنسال و عمر بلندمدت می‌شناسند و برخی از آن‌ها نیز بسیار شناخته‌شده هستند. مانند شیرعلی مسلم‌اف که در روستای بارزآوو زاده شد و نام او در کتاب رکوردهای گینس گزارش شده بود. او هنگامی که درگذشت، ۱۶۸ سال سن داشت و مردم بر این باور بودند که او میان سال‌های ۱۸۰۵ تا ۱۹۷۳ میلادی زندگی کرده است.
یک گورستان مربوط به قرون وسطی در نزدیکی شهر لریک و دامنه‌های کوه‌های تالش وجود دارد که برخی بر این باورند که قدمت گورستان به دوره‌های پیش از اسلام باز می‌گردد. مزار شیرعلی مسلم‌اف نیز در این گورستان جای دارد. سنگ قبرهای قدیمی‌تر از جاده دورترند و نوشته‌ها و نگاره‌های گوناگونی دارند.

## مسافرت
یک موزه تاریخی محلی و یادبود جنگ قره باغ است در لریک قرار دارد که بین موطن رژه و سالن مدیترانه واقع شده‌است.

## راه ها
از لنکران با استفاده از جاده A323 می‌توان به لریک رسید. این یک مسیر بسیار دیدنی در امتداد رودخانه لنکران و پارک ملی هیرکان است. اتوبوس‌ها به‌طور منظم به لنکران و باکو می روند. فاصله این شهر تا آستارا حدود یک ساعت و نیم است و دارای جاده ناهموار و کوهستانی است. حداکثر بارندگی سالانه در لریک و کوه‌های تالش بین ۱۶۰۰ تا ۱۸۰۰ میلی‌متر است که لنکران دارای بالاترین میزان بارش در این کشور است.

## نگارخانه

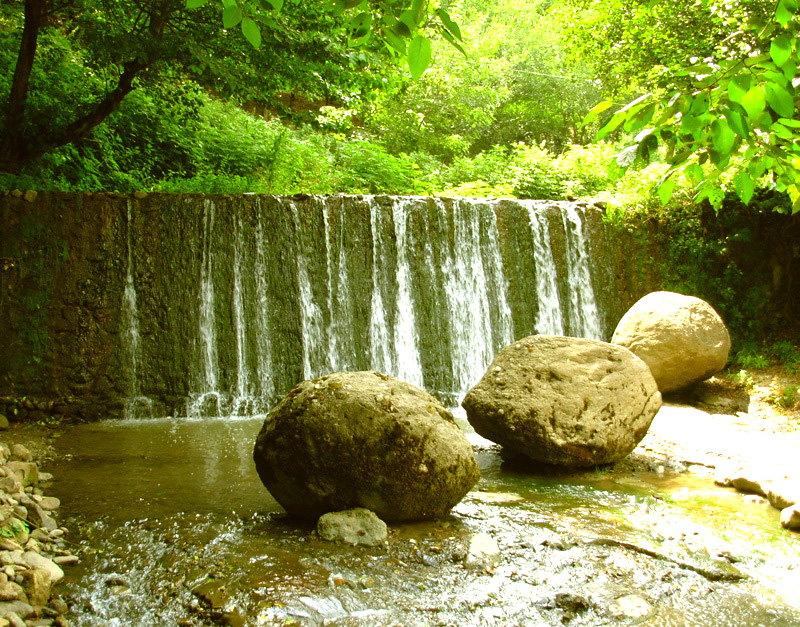
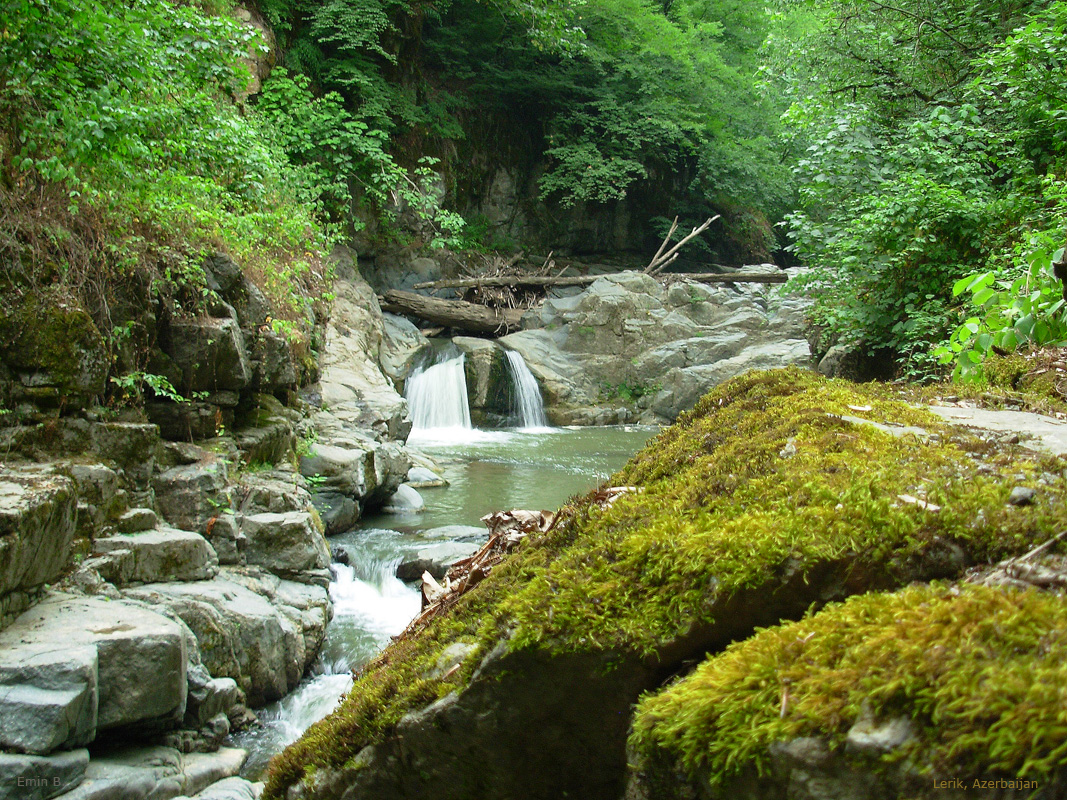
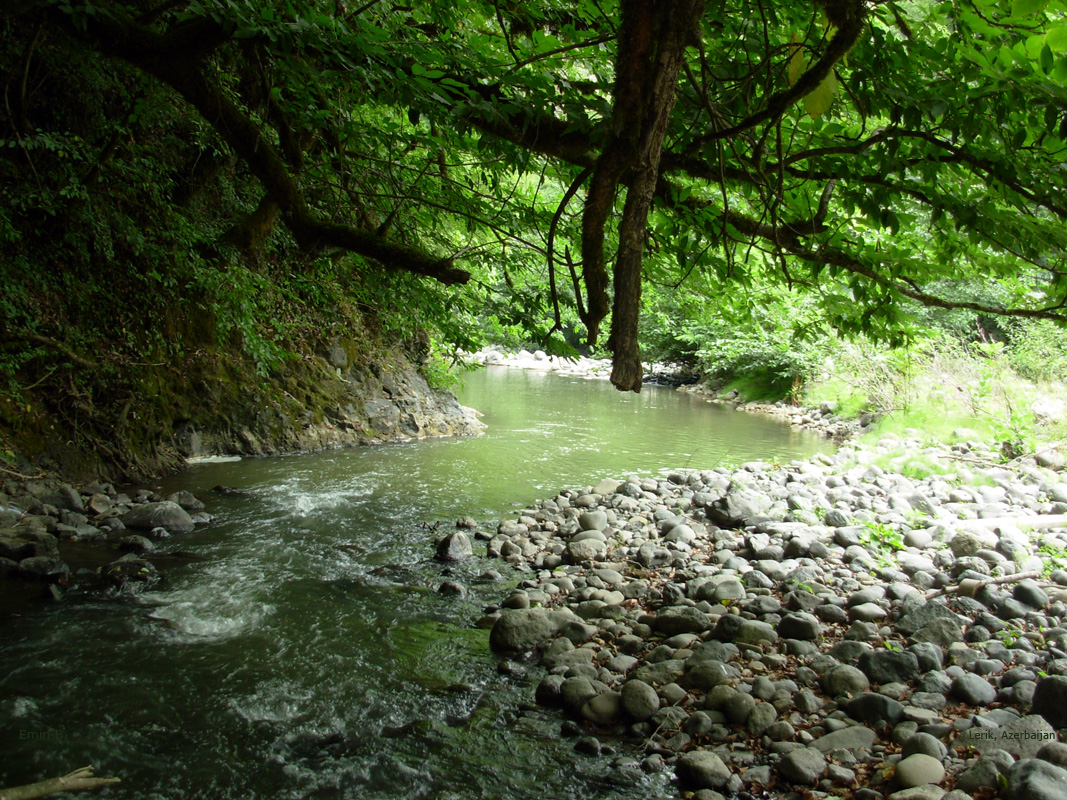